# Ozodicera (Ozodicera) longimana
Ozodicera (Ozodicera) longimana is een tweevleugelige uit de familie langpootmuggen (Tipulidae). De soort komt voor in het Neotropisch gebied.